# Michał Marszał
Michał Marszał (ur. 14 kwietnia 1987) – polski dziennikarz, influencer, twórca memów, związany z tygodnikiem „Nie”.
W 2013 uzyskał tytuł magistra politologii na Uniwersytecie Warszawskim. Od 2009 jest administratorem mediów społecznościowych tygodnika „Nie”, prowadzoną przez niego stronę tygodnika na Facebooku obserwowało 439 tys. osób (dane aktualne na 26 kwietnia 2024). Na Instagramie obserwowany przez 411 tys. osób. Dzięki swojej działalności humorystycznej przyczynił się to wzrostu popularności dziennika. Wraz z Jakobe Mansztajnem z Make Life Harder jest współtwórcą internetowego plebiscytu na Dzbana Roku.
Pochodzi z Raszyna. W lipcu 2023 jego żoną została Agata Sobczak.

## Filmografia
- Klan (2025) – jako Marian Marchwicki[11]

## Wyróżnienia
- Laureat nagrody popkulturowej „Misie” (2021) – przyznawanej przez krytyków filmowych: Kamila Śmiałkowskiego, Krzysztofa Spóra i Konrada Wągrowskiego – w kategorii: Rozbawiło za bezkompromisowy humor, którego wszyscy potrzebujemy jak powietrza[12],
- Nominacja do „Piątki ASZa” (2021) w kategorii: Piątka dla miłej osoby z Internetu[13],
- Laureat Stołka (2024) wraz z Karoliną Fornal, za Sejmflix w Kinotece[14].